# Esporte Clube Água Santa
L'Esporte Clube Água Santa, nota anche semplicemente come Água Santa, è una società calcistica brasiliana con sede nella città di Diadema, nello stato di San Paolo.

## Storia
Fondato il 27 ottobre 1981, l'Água Santa era un club amatoriale fino al 2011, quando venne professionalizzato, raccogliendo le promozioni nelle serie minori del Campionato Paulista. Nel 2016, la squadra di Diadema raggiunse la massima divisione statale dello stato di San Paolo per la prima volta nella sua breve storia nel professionismo, dove sconfisse anche il Palmeiras per 4 a 1.

## Organico

### Calciatori in rosa
Aggiornato al 23 gennaio 2020
| N. |                    | Ruolo | Calciatore    |
| -- | ------------------ | ----- | ------------- |
|    | Brasile (bandiera) | P     | Caio          |
|    | Brasile (bandiera) | P     | Giovanni      |
|    | Brasile (bandiera) | P     | Thomazella    |
|    | Brasile (bandiera) | D     | Abner Felipe  |
|    | Cile (bandiera)    | D     | Andrés Robles |
|    | Brasile (bandiera) | D     | Bruno Costa   |
|    | Brasile (bandiera) | D     | Fabrício      |
|    | Brasile (bandiera) | D     | Jonathan      |
|    | Brasile (bandiera) | D     | Henrique      |
|    | Brasile (bandiera) | D     | Luis Ricardo  |
|    | Brasile (bandiera) | D     | Naylhor       |
|    | Brasile (bandiera) | D     | Perí          |
|    | Brasile (bandiera) | D     | Rhuan         |
|    | Brasile (bandiera) | D     | Walisson Maia |
|    | Brasile (bandiera) | C     | Léo Sena      |
|    | Brasile (bandiera) | C     | Pio           |

| N. |                    | Ruolo | Calciatore      |
| -- | ------------------ | ----- | --------------- |
|    | Brasile (bandiera) | C     | Diogo Marzagão  |
|    | Brasile (bandiera) | C     | João Victor     |
|    | Brasile (bandiera) | C     | João Vitor      |
|    | Brasile (bandiera) | C     | Luan Dias       |
|    | Brasile (bandiera) | C     | Marquinho       |
|    | Brasile (bandiera) | C     | Matheus Barbosa |
|    | Brasile (bandiera) | C     | Robinho         |
|    | Brasile (bandiera) | C     | Velicka         |
|    | Brasile (bandiera) | C     | Wellington Reis |
|    | Brasile (bandiera) | C     | Luan Dias       |
|    | Brasile (bandiera) | A     | Dadá            |
|    | Brasile (bandiera) | A     | Dinei           |
|    | Brasile (bandiera) | A     | Felipe Azevedo  |
|    | Brasile (bandiera) | A     | Romarinho       |
|    | Brasile (bandiera) | A     | Tiago Marques   |
|    | Brasile (bandiera) | A     | Uéderson        |